# Coup d'État sud-vietnamien de janvier 1964
Avant l'aube du 30 janvier 1964, le général Nguyễn Khánh a évincé la junte militaire dirigée par le général Dương Văn Minh de la direction du Sud-Vietnam sans coup férir. Cela s'est produit moins de trois mois après que la junte de Minh soit arrivée au pouvoir lors d'un coup d'État sanglant contre le président de l'époque, Ngô Đình Diệm. Le coup d'État avec peu de victime (l'aide et garde du corps de Minh, le major Nguyễn Văn Nhung, a toutefois été arrêté et sommairement exécuté), sans bruit, la population de Saigon s'étant à peine aperçu du changement de l'équipe au pouvoir. Ce coup d'État a duré moins de quelques heures. 

## Historique
N'ayant pas la confiance de ses collègues en raison de sa tendance à changer de camp et de sa réputation d'intrigant, le général Khánh est affecté aux troupes dans l'extrême nord du paysaprès le renversement de Diệm pour l'éloigner de la capitale Saigon. Khánh, qui avait joué un rôle mineur dans le renversement de Diệm, s'est associé aux généraux Trần Thiện Khiêm, Nguyễn Văn Thiệu, qui estimaient qu'ils méritaient de meilleurs postes dans la junte, et aux colonels Nguyễn Chánh, Thi et Đỗ Mậu, ce dernier étant le directeur de l'armée. 
Au cours des trois mois de son règne, Minh, son Premier ministre civil Nguyễn Ngọc Thơ et ses principaux collègues militaires, les généraux Trần Văn Đôn et Lê Văn Kim, ont tenté de vaincre le Front de libération nationale (Viet Cong) de manière non militaire. Ils ont estimé qu'une victoire sur le champ de bataille était irréalisable ou impossible et ont poursuivi une stratégie consistant à essayer d'intégrer politiquement les insurgés dans le courant dominant. Cela signifiait une intensification des initiatives rurales non militaires et une réduction des opérations armées. Cela les a mis en conflit avec les États-Unis, qui avaient l'intention de commencer à bombarder le Nord-Vietnam. Au même moment, en janvier 1964, le gouvernement français du président Charles de Gaulle propose la neutralisation du Vietnam et le retrait des forces américaines. Khánh et ses collègues comploteurs ont exploité cela pour répandre des rumeurs selon lesquelles la junte de Minh était sur le point de conclure un accord avec Hanoï, puis ont obtenu le soutien des États-Unis, notamment par l'intermédiaire du chef des forces militaires au Vietnam, le général Paul Harkins, qui a soutenu Diệm et s'est opposé au coup d'état de novembre de Minh. 
Dans la journée du 29 janvier 1964 et la nuit du 29 au 30, avant l'aube du 30 janvier, les putschistes ont pris la junte complètement au dépourvu et ont pris le pouvoir sans combattre,. Khánh a décidé à contrecœur de garder Minh comme figure de proue du chef d'État tout en conservant le pouvoir réel entre ses mains car Minh était populaire au sein de l'armée et les Américains voulaient qu'une démonstration d'unité soit maintenue. Par contre, l'aide et garde du corps de Minh, le major Nguyễn Văn Nhung, 44 ans, a été arrêté et sommairement exécuté, même si cette excécution a été présentée sur le moment comme un suicide. 
Khánh a également tenté de consolider sa position dans l'armée en promouvant un groupe de jeunes officiers et en augmentant le salaire des hommes enrôlés. Entre-temps, les autres généraux clés de la junte, Don, Kim, Đính et Xuân ont été assignés à résidence, accusés par Khánh d'avoir tenté de négocier un accord de paix avec le Nord-Vietnam. Cependant, lorsqu'ils ont été amenés à un procès militaire présidé par Khánh, le chef de la junte n'a fourni aucune preuve et les a condamnés pour « laxisme moral ». Khánh leur a ensuite permis de reprendre des emplois de bureau sans signification, mais le procès-spectacle lui a causé beaucoup d'embarras. Khánh a admis plus tard qu'il n'y avait aucun fondement aux accusations de neutralisme contre les quatre généraux, et après une année tumultueuse au pouvoir, Khánh s'est fâché avec l'ambassadeur américain, et a été à son tour déposé en février 1965 puis contraint à l'exil.